# Erhard Mäding
Erhard Mäding (* 1. Mai 1909 in Dresden; † 30. November 1998 in Köln) war als deutscher Verwaltungsjurist auf den Themengebieten der Raum- und Landschaftsplanung und der Kommunalverwaltung tätig.

## Leben
Mäding trat 1923 dem Jungdeutschen Orden bei. Er studierte Biologie, Geografie und Rechtswissenschaft in Leipzig und Hamburg. Als Mitglied des AStA in Leipzig stand er in Konflikt mit dem NS-Studentenbund, leitete die „Akademische Selbsthilfe“ für arbeitslose Akademiker. Die 2. juristische Staatsprüfung absolvierte er 1935, anschließend war er im sächsischen Verwaltungsdienst tätig. Zum 1. September 1933 trat er der SS bei (SS-Nummer 107.095), ab dem gleichen Jahr arbeitete er (noch als Student) für den SD. Um die Jahreswende 1936/1937 wurde er im SD-Oberabschnitt Elbe Leiter der Abteilung „Lebensgebiete“. Am 2. April 1937 promovierte Mäding zu dem Thema Die staatsrechtliche Stellung der NSDAP. Ab 1941 arbeitete er als Referent für Landschaftsplanung beim Reichskommissar für die Festigung des Deutschen Volkstums unter Konrad Meyer. In der SS erreichte Mäding zum 9. November 1944 den Rang eines SS-Sturmbannführers. Er war an der Aufstellung des Generalplans Ost und einer Anordnung für die nationalsozialistische Landschaftsplanung in den Ostgebieten beteiligt. Ab 1944 leitete er das Referat III A 3 (Verfassung und Verwaltung) im Reichssicherheitshauptamt (RSHA). Beschönigend formulierte Mäding noch 1947/48, der Generalplan Ost habe „eine bedeutende Aufwertung der fraglichen Gebiete und damit eine wesentliche Verbesserung des Lebensstandards der  Bewohnerschaft einschließlich der darin verbliebenen polnischen Volksteile bedeutet.“
In seinem Buch Landespflege (1942) verknüpfte Mäding den Begriff „Landschaft“ mit dem völkischen Konzept „Lebensraum“:

„So kann die Bewertung und Gestaltung der heutigen Landschaft nur auf das deutsche Volk bezogen werden, dem sie biologisch gesunder Lebensraum, Heimat für alle Zeit sein soll.“

Nach dem Krieg war Mäding Gutachter und Vorstand der Kommunalen Gemeinschaftsstelle für Verwaltungsvereinfachung (KGSt) und Autor zahlreicher Fachveröffentlichungen zum Konzept der öffentlichen Aufgaben, zur Stadtentwicklungsplanung und Verwaltungsgeografie.

## Werke (Auswahl)
- Statistische und verwaltungsrechtliche Untersuchungen über die Gliederung der Ostgebiete. DFG-gefördertes Projekt zum Generalplan Ost, 1941–1942[5]
- Aufstellung von Grundsätzen zur ländlichen Neuordnung des Altreiches im Hinblick auf die Aufgaben der Festigung deutschen Volkstums in den neuen Siedlungsgebieten. DFG-gefördertes Projekt zum Generalplan Ost, 1942–1943[6]